# Aufbereitungstechnik
Die Aufbereitungstechnik ist ein Teilgebiet der Verfahrenstechnik. Als verfahrenstechnische Grundoperationen kommen in ihr zum Beispiel bei der Vorbereitung der einzusetzenden Rohstoffe in einem Produktionsprozess zur Anwendung:
- Änderung der Stoffeigenschaften: z. B. Zerkleinern, Kühlen, Verdampfen
- Änderung der Stoffzusammensetzung: z. B. Filtration, Destillation, Mischen, Schlammkonditionierung

durch kontinuierliche bzw. diskontinuierliche Prozesse und Techniken zum Mischen, Granulieren, Pelletieren, Sieben, Trocknen und Feinmahlen der Komponenten. Typische Rohstoffe in der industriellen Fertigung, bei denen Aufbereitungstechnik angewendet wird, sind: Beton, Trockenmörtel, Putze, Baumarktprodukte, Kalksandstein, Keramik, Feuerfestes Glas, Kohlenstoffmassen, Reibbeläge, Akku- und Batteriemassen, Metallurgie, Gießereiformsand. Ein neueres Anwendungsgebiet stellt im Umweltschutz die Materialientrennung dar.
Die Herstellung geeigneter Apparate und ganzer Verfahrenslinien ist ein Schwerpunkt deutscher Maschinenbauer.

## Feinmahltechnik
Beim Mahlen werden nacheinander unterschiedliche Korngrößen erreicht. Dazu werden industriell verwendet:
- Mahlkörpermühlen (z. B. Kugel-, Stab-, Autogen-, Planeten-, Schwing-, Zentrifugal- und Rührwerkskugelmühlen)
- Walzenmühlen (z. B. Wälzmühlen, Walzenstühle, Gutbett-Walzenmühlen und Walzenschüsselmühlen)
- Prallmühlen (Rotor- und Strahlprallmühlen)
- Schneidmühlen

## Trocknungstechnik
Häufig eingesetzte Trocknungstechniken sind dabei:
- als Labortechnik die Kontakttrocknung und Vakuumkontakttrocknung
- Vakuumheißdampftrocknung
- Trocknung wässriger Stoffsysteme mit Heißluft oder Rauchgasen
- Emissionsfreie Trocknung (auch: Ex-geschützte Trocknung)

## Lehre
Die Aufbereitungstechnik wird als ingenieurwissenschaftliche Fachrichtung u. a. an der Fakultät Umweltwissenschaften und Verfahrenstechnik der Brandenburgischen Technischen Universität (Cottbus) und der TU Bergakademie (Freiberg) gelehrt.